# レスター・ホーガン
クラレンス・レスター・ホーガン（Clarence Lester Hogan、1920年2月8日 - 2008年8月12日）は、米国の物理学者で、マイクロ波と半導体技術のパイオニアである。

## 生涯
モンタナ州グレートフォールズで3姉妹の兄として育ち、父はグレート・ノーザン鉄道に勤務していた。モンタナ州立大学で化学工学の学位を取得した後、1942年にアメリカ海軍に入隊。チェサピーク湾で音響魚雷の研究を行い、ベル研究所から声がかかり、太平洋戦争で潜水艦の乗組員にその技術を教えるために赴任した。
戦後はリーハイ大学の大学院で学び、物理学の博士号を取得した。その後、1950年にベル研究所に入社した。その数ヵ月後、マイクロ波ジャイレータ（RC回路を代用することでインダクタンスをシミュレートできる装置）を発明し、厄介なコイル巻き作業から解放される。トランジスタの発明者でノーベル賞受賞者のウィリアム・ショックレーの下で働く。1953年から1958年までハーバード大学の教授を務めていたが、ダン・ノーブルに誘われ、アリゾナ州フェニックスのモトローラセミコンダクターに半導体事業の副社長兼ゼネラルマネジャーとして入社することになった。
1968年、会長兼CEOとしてフェアチャイルド・カメラ・アンド・インスツルメントに、8人の上級幹部（Hogan's Heroesというニックネーム）を連れて移った。この移籍により、モトローラは企業秘密の窃盗を理由にフェアチャイルド社を提訴（不成功に終わる）。
1975年、IEEEの「フレデリック・フィリップス賞」を受賞。1978年、「アメリカ電子協会 功績メダル」を受賞。1993年、"MTT-S Microwave Pioneer Award "を受賞。1996年、カリフォルニア大学バークレー校の電気工学・コンピュータサイエンス学科に彼の功績を称える講座が設置され、現在はシャフィ・ゴールドワッサーが就任している。1999年10月20日、エタ・カッパ・ヌの「Eminent Member」に選出された。「電気・コンピュータ工学の分野における技術的達成とリーダーシップによる社会への貢献が、人類に大きな利益をもたらした選ばれた数人に与えられる、学会最高の会員分類」である。 
2008年8月、アルツハイマー病の合併症により、カリフォルニア州アサートンの自宅で88歳の生涯を閉じた。